# Jung Kyung-ho
Jung Kyung-ho (hangul: 정경호; hanja: 鄭敬淏; rr: Jeong Gyeong-ho; MR: Chŏng Gyŏngho; 31 de agosto de 1983) é um ator sul-coreano. Ele se tornou conhecido por seus papéis coadjuvantes em I'm Sorry, I Love You (2004) e Time Between Dog and Wolf (2007), e por compor o elenco principal em Smile, You (2009) e Heartless City (2013). Desde então, ele teve mais destaque atuando em Beating Again (2015), One More Happy Ending (2016), Missing Nine (2017), Prison Playbook (2017–2018), Life on Mars (2018), When the Devil Calls Your Name (2019), Hospital Playlist (2020–21) e Crash Course in Romance (2023).

## Início da vida
Jung Kyung-ho é filho de Jung Eul-young, diretor veterano de TV e frequente colaborador do roteirista de dramas de sucesso Kim Soo-hyun, como Mom's Dead Upset, My Husband's Woman, Life Is Beautiful e Childless Comfort. Jung Eul-young foi inicialmente contra o desejo de seu filho de continuar atuando, mas Jung desafiou os desejos de seu pai e saiu da casa da família. Tanto o pai quanto o filho não se falaram por três anos antes de finalmente se reconciliarem.
Jung se inscreveu e foi aceito no Departamento de Teatro da Universidade Chung-Ang. Durante seu primeiro ano, ele se tornou colega de quarto de um antigo aspirante de teatro chamado Ha Jung-woo. Ha se tornou uma grande influência na vida de Jung, e Jung disse mais tarde que decidiu se tornar um ator depois de ver Ha se apresentar no palco. Foi Ha quem persuadiu Jung a fazer um teste para a audição de atores da KBS em 2003.

## Carreira

### Início da carreira e estreia
Jung passou na audição da KBS e logo foi contratado pela principal agência de talentos do país, a SidusHQ. Junto com outros quatro estreantes da agência, ele fez sua estreia como ator em 5 Stars, um drama produzido pela SidusHQ e transmitido pela SK Telecom. Além disso, seguiu atuando em alguns papéis menores na KBS.
A primeira grande oportunidade de Jung veio na série de melodrama de 2004, I'm Sorry, I Love You, interpretando o papel coadjuvante de alguém que se apaixona tardiamente pela sua amiga de infância (Im Soo-jung) e tem um relacionamento incomumente próximo com sua mãe. Foi um sucesso comercial e de crítica, o que o levou a ser escalado para dois filmes em 2005: ele interpretou o cantor pop apaixonado por uma freira novata (Yoon Jin-seo) na comédia romântica All for Love, e o assistente mais proativo de um fotógrafo tímido (Kim Joo-hyuk) em When Romance Meets Destiny.
Depois de interpretar seu primeiro papel principal no pouco visto Gangster High (2006), Jung voltou à televisão no bem-recebido drama de ação Time Between Dog and Wolf (2007), no qual ele e Lee Joon-gi interpretaram agentes da NIS. De volta ao cinema, mas dessa vez como um policial que, sem saber, se interessa por uma jovem autista (Kang Hye-jung) em Herb rendeu a ele o prêmio de Melhor Novo Ator no Chunsa Film Art Awards. Jung então interpretou um estudante universitário da década de 1980 ensinando uma garota do ensino médio (Cha Soo-yeon) no romance surreal For Eternal Hearts, sendo o filme de abertura do Bucheon International Fantastic Film Festival de 2007.
O diretor Lee Joon-ik então escalou Jung em Sunny (2008) como contrabaixista em uma "banda consoladora" que ajuda a heroína (Soo Ae) a encontrar seu marido durante a Guerra do Vietnã. No ano seguinte, ele interpretou um fugitivo que enfrenta um detetive de uma pequena cidade (Kim Yoon-seok) em Running Turtle (2009).
Para seu primeiro papel em um drama histórico, Jung interpretou um príncipe de Goguryeo dividido entre o amor e o dever em Ja Myung Go (2009), baseado no conto popular O Príncipe Hodong e a Princesa de Nakrang (a princesa Jamyung, seu par romântico na série, foi interpretada por Jung Ryeo-won). Após as avaliações ruins de Ja Myung Go, Jung se recuperou com o popular drama familiar Smile, You, no qual ele e Lee Min-jung estrelaram como um casal de origens diferentes. Sobre interpretar um "homem beta" cativante, Jung disse: "Estou feliz por poder interpretar um personagem divertido e trabalhar em um roteiro divertido".
Depois disso, Jung escolheu o discreto The Great Gye Choon-bin (2010), um episódio especial de drama onde interpretou um arteterapeuta que conhece uma peculiar professora de jardim de infância que o ajuda a superar seu medo do escuro.

### Projetos Pós-Exército (2013-2016)
A série de TV a cabo Heartless City (2013) foi o primeiro projeto de atuação de Jung após o exército, sendo caracterizado como um drama policial noir. Ele recebeu as melhores críticas de sua carreira por interpretar o anti-herói sombrio e conflituoso da trama.
Em seguida, ele estrelou como uma arrogante estrela Hallyu em um complicado voo de Tóquio a Seul no filme de comédia Rollercoaster (lançada internacionalmente como Fasten Your Seatbelt). Esse filme foi a estreia do ator Ha Jung-woo como diretor, amigo de Jung, colega de faculdade e parceiro de agência, no caso, a Fantagio.
Em 2014, ele apareceu no drama histórico dos anos 1970 Endless Love, seguido pelo papel de um serial killer psicopata em Manhole. Em seguida, Jung estrelou Beating Again, um drama romântico que gira em torno do tema de memória celular após seu personagem receber um transplante de coração.
Em 2016, ele estrelou a série de comédia romântica One More Happy Ending. Jung interpretou Song Soo-hyuk, um pai solteiro que trabalhava como repórter fotográfico na revista de fofocas "Masspunch", além de ser o interesse amoroso da protagonista Han Mi-mo, interpretada por Jang Na-ra.

### Wise Seriese outros projetos (2017-2020)

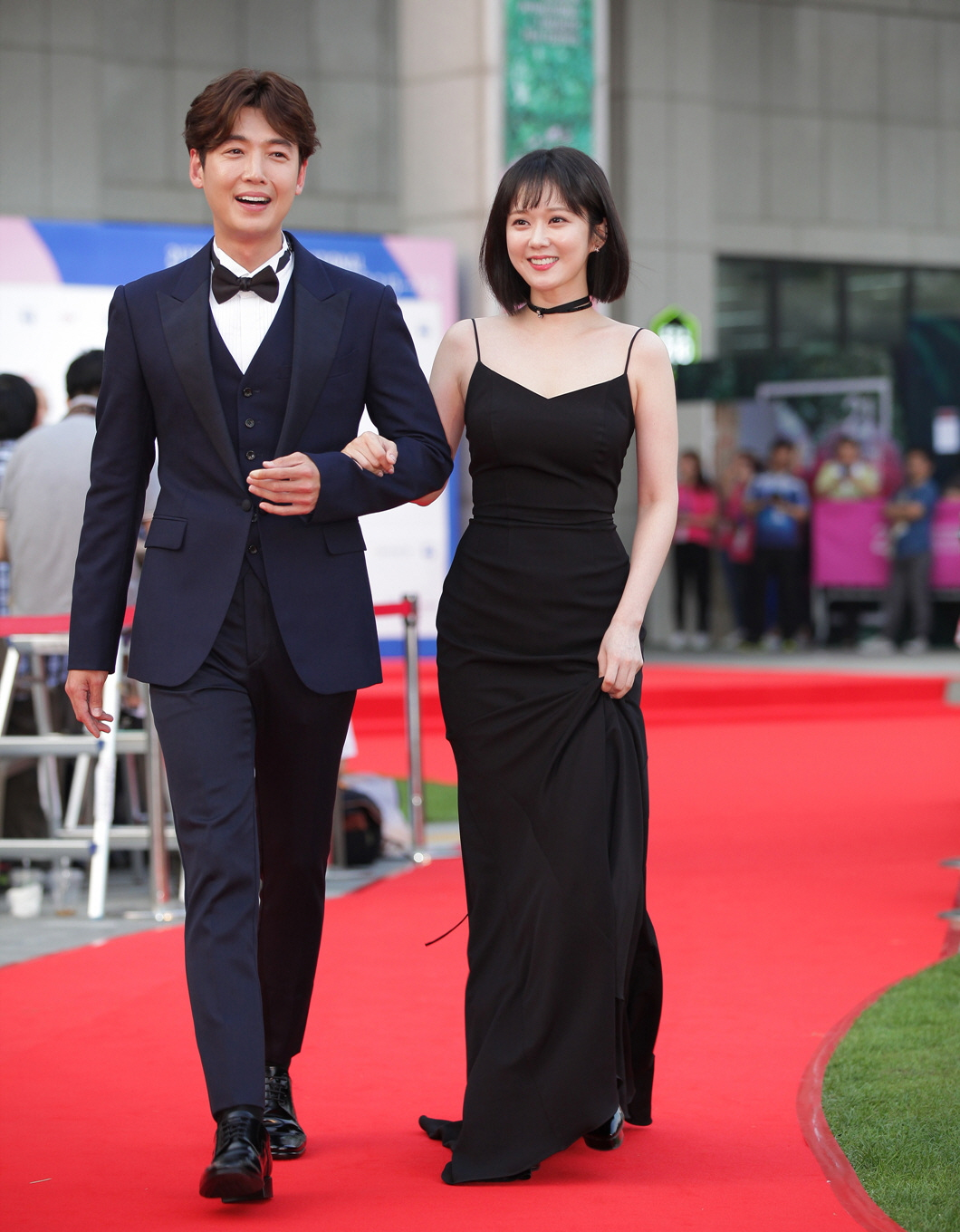
Jung Kyung-ho e Jang Na-ra no Festival Internacional de Cinema de Bucheon, em 2017

Em 2017, Jung estrelou o drama de catástrofre Missing Nine, seguido pela aclamada série de humor negro de Shin Won-ho, Prison Playbook. Jung atuou como Lee Joon-ho, um agente penitenciário de elite e o melhor amigo de Je-hyuk. Ele costumava jogar beisebol com Je-hyuk no colégio, mas teve que parar por causa dos ferimentos sofridos em um acidente de carro. Outros prisioneiros e guardas acreditam que ele é apenas um ávido fã do talento de seu amigo. A série foi um sucesso comercial e se tornou uma das séries de maior audiência na história da televisão a cabo coreana.
Em 2018, Jung foi escalado para o papel principal no remake coreano do drama policial britânico Life on Mars. Dirigido por Lee Jung-hyo, a série foi aclamada pelos telespectadores, e Jung foi elogiado por sua convincente interpretação de um detetive atordoado.
Em 2019, Jung estrelou o melodrama sombrio When the Devil Calls Your Name. Jung atuou como Ha Rip (Seo Dong-cheon), um compositor famoso que vendeu sua alma a um demônio. Ele desfrutou da juventude e do sucesso com inúmeros hits provenientes desse acordo. Em dezembro, Jung fez uma participação especial no drama Crash Landing on You como o ex-namorado de Yoon Se-ri (Son Ye-jin). Sua aparição foi possível por sua conexão com o diretor de produção, Lee Jung-hyo.
Em 2020, Jung se reuniu com o diretor Shin Won-ho no drama médico de sucesso e aclamado pela crítica Hospital Playlist, como Kim Jun-wan, um professor associado de cirurgia torácica que posteriormente se torna chefe do departamento no qual colabora. Ele tem um relacionamento com a irmã mais nova de Ik-jun, Ik-sun (interpretada por Kwak Sun-young). Ele reprisou seu papel na 2ª temporada em 2021.
Em 24 de agosto de 2021, foi anunciado que Jung e seus ex-colegas de Hospital Playlist, Jo Jung-suk, Jeon Mi-do, Yoo Yeon-seok e Kim Dae-myung começarão a filmar o novo programa de variedades de Na Yeong-seok, em Gangwon-do, em 6 de setembro.

### Estreia teatral e trabalhos recentes (2021-presente)
Em 2021, Jung se desafiou com sua primeira peça de teatro ao ser escalado com o papel de Prior Walter, na estreia coreana da premiada peça de Tony Kershler, Angels in America. A estreia de Angels in America - Part One: The Millennium Approaches da Companhia Nacional de Teatro da Coreia foi realizada de 26 de novembro a 26 de dezembro no Teatro de Artes Myeongdong. Ele reprisou seu papel como Prior Walter na estreia de Angels in America - Part Two: Perestroika da Companhia Nacional de Teatro da Coreia. Sua atuação ganhou reconhecimento da crítica e indicação de Melhor Ator de Teatro no Baeksang Arts Award de 2022.
Em 2022, Jung voltou às telas dos cinemas com The Great Dancer e Men of Plastic.
Ele atuou ao lado de Jeon Do-yeon no drama de comédia romântica de Yoo Je-won, Crash Course in Romance, que estreou na tvN em janeiro de 2023. De acordo com a Good Data Corporation, a série Crash Course in Romance ficou em primeiro lugar com uma participação de 23,8%, no Top 10 do TV Topicality Ranking na categoria drama, durante quatro semanas consecutivas. Jung Kyung-ho ficou em primeiro lugar na categoria performer por cinco semanas consecutivas.

## Vida pessoal
Em abril de 2008, ele e o ator Yoo Ha-jun tornaram-se parceiros de negócios e lançaram o site de comércio eletrônico Double Bill, que vendia roupas vintage e modernas para o público masculino.

### Serviço militar
Jung se alistou em 30 de novembro de 2010 para cumprir seu serviço militar obrigatório como soldado da ativa no 306º alistamento. Mais tarde, ele foi transferido para uma banda militar em Yongin, sendo dispensado em 4 de setembro de 2012, com uma comenda do Chefe do Estado-Maior do Exército.

### Relacionamento
A agência de Jung Kyung-ho confirmou em janeiro de 2014 que Jung estava namorando a atriz e cantora Choi Soo-young do Girls' Generation desde o início de 2013. O casal ficou mais próximo depois de terem frequentado a mesma universidade e igreja.

## Filmografia

### Filmes
| Ano  | Título                     | Papel         | Notas  |
| ---- | -------------------------- | ------------- | ------ |
| 2005 | All for Love               | Yoo Jung-hoon |        |
| 2005 | When Romance Meets Destiny | Kim Il-woong  |        |
| 2006 | Gangster High              | Lee Sang-ho   |        |
| 2007 | Herb                       | Lee Jong-beom |        |
| 2007 | For Eternal Hearts         | Soo-young     |        |
| 2008 | Beastie Boys               |               | Cameo  |
| 2008 | Sunny                      | Yong-deuk     |        |
| 2009 | Running Turtle             | Song Gi-tae   |        |
| 2013 | Fasten Your Seatbelt       | Ma Joon-gyu   |        |
| 2014 | Manhole                    | Soo-chul      |        |
| 2015 | Amor                       | Tae-woo       | [ 61 ] |
| 2018 | Deja Vu                    | Choi Hyun-suk | [ 62 ] |
| 2022 | The Great Dancer           | Pil-su        | [ 63 ] |
| 2022 | Men of Plastic             | Ji Woo        | [ 64 ] |
| ASA  | Boss                       | Kang-pyo      | [ 65 ] |

### Séries de televisão
| Ano       | Título                                      | Papel                                                 | Plataforma               | Notas                  | Ref.          |
| --------- | ------------------------------------------- | ----------------------------------------------------- | ------------------------ | ---------------------- | ------------- |
| 2004      | Sweet 18                                    | Encontro às cegas de Jung-sook                        | KBS2                     |                        |               |
| 2004      | You Will Know                               | Ha Ki-ho                                              | KBS2                     |                        | [ 66 ]        |
| 2004      | 5 Stars                                     |                                                       | SK Telecom               |                        |               |
| 2004      | I'm Sorry, I Love You                       | Choi Yoon                                             | KBS2                     |                        |               |
| 2005      | My Sweetheart My Darling                    | Yoo In-chul                                           | KBS1                     |                        | [ 67 ]        |
| 2007      | Time Between Dog and Wolf                   | Kang Min-ki                                           | MBC                      |                        |               |
| 2009      | Ja Myung Go                                 | Princípe Ho-Dong                                      | SBS                      |                        |               |
| 2009      | Smile, You                                  | Kang Hyun-soo                                         | SBS                      |                        |               |
| 2010      | Road No. 1                                  | Homem que cata lixo para vender                       | MBC                      | Cameo (Ep. 5)          | [ 68 ]        |
| 2010      | Especial de Drama "The Great Gye Choon-bin" | Wang Gi-nam                                           | KBS2                     |                        |               |
| 2013      | Heartless City                              | Jung Shi-hyun                                         | JTBC                     |                        |               |
| 2013      | After School: Lucky or Not                  | Doutor                                                | Nate Hoppin/ BTV/T-store | Cameo                  | [ 69 ]        |
| 2013      | Drama Festival "Crow's-Eye View"            | Bon-woong                                             | MBC                      |                        | [ 70 ]        |
| 2014      | Endless Love                                | Han Gwang-cheol                                       | SBS                      |                        |               |
| 2014      | Drama Festival "House, Mate"                | Seok-jin                                              | MBC                      | Cameo                  | [ 71 ]        |
| 2015      | Beating Again                               | Kang Min-ho                                           | JTBC                     |                        |               |
| 2015      | My First Time                               | Policial                                              | OnStyle                  | Cameo (Ep. 2)          | [ 72 ]        |
| 2015      | High-End Crush                              | Âncora de notícias de entretenimento                  | Naver TV Cast            | Cameo (Ep. 7, 13 e 20) | [ 73 ]        |
| 2016      | One More Happy Ending                       | Song Soo-hyuk                                         | MBC                      |                        |               |
| 2017      | Missing 9                                   | Seo Joon-oh                                           | MBC                      |                        |               |
| 2017      | Prison Playbook                             | Lee Joon-ho                                           | tvN                      |                        |               |
| 2018      | Life on Mars                                | Han Tae-joo                                           | OCN                      |                        |               |
| 2018      | Tale of Fairy                               | Jeum Dol o Ovo/Dragão Azul (participação de dublagem) | tvN                      | Cameo                  | [ 74 ]        |
| 2019      | When the Devil Calls Your Name              | Ha Rip/Seo Dong-cheon                                 | tvN                      |                        |               |
| 2019      | Crash Landing on You                        | Cha Sang-woo                                          | tvN                      | Cameo (Ep. 1, 5 e 7)   |               |
| 2020–2021 | Hospital Playlist                           | Kim Jun-wan                                           | tvN                      |                        |               |
| 2023      | Crash Course in Romance                     | Choi Chi-yeol                                         | tvN                      |                        | [ 75 ] [ 76 ] |
| 2023      | O'PENing: Shoot Me                          | O proprietário de uma sala de PC                      | tvN                      | Cameo                  | [ 77 ]        |

### Programas de variedades
| Ano  | Título                     | Rede | Notas            |
| ---- | -------------------------- | ---- | ---------------- |
| 2013 | SNL Korea                  | tvN  | Anfitrião        |
| 2013 | Life Talk Show Taxi        | tvN  | Membro do elenco |
| 2021 | Wise Mountain Village Life | tvN  | Membro do elenco |

### Clipes de música
| Ano  | Título da música      | Artista                   |
| ---- | --------------------- | ------------------------- |
| 2006 | "Confession"          | 4Men                      |
| 2008 | "Doll + A Man's Love" | Zia                       |
| 2008 | "Violin + Miss You"   | Zia                       |
| 2015 | "Wind Breeze"         | Outsider feat. Lee Eun-mi |

## Teatro
| Ano  | Título                   | Papel        | Ref.          |
| ---- | ------------------------ | ------------ | ------------- |
| 2021 | Angels in America Part 1 | Prior Walter | [ 80 ] [ 81 ] |
| 2022 | Angels in America Part 2 | Prior Walter | [ 82 ] [ 83 ] |

## Discografia
| Ano  | Título                                 | Artista                                              | Álbum                                                | Ref.   |
| ---- | -------------------------------------- | ---------------------------------------------------- | ---------------------------------------------------- | ------ |
| 2004 | "5 Stars"                              | Jung Kyung-ho                                        | OST do filme "5 Stars"                               |        |
| 2004 | "Precious Person" (소중한 사람)        | Jung Kyung-ho                                        | I'm Sorry, I Love You OST                            |        |
| 2006 | "Gangster High"                        | Jung Kyung-ho, Lee Tae Sung                          | Gangster High OST                                    |        |
| 2015 | "Red Carpet" (레드카펫) (J.star ver. ) | Outsider feat. Jung Kyung-ho                         | Pride and Prejudice                                  |        |
| 2019 | "The Street You Left"                  | Liver & Gallbladder (Jung Kyung-ho & Kim Hyung-Mook) | When the Devil Calls Your Name OST (Edição especial) |        |
| 2019 | "When I am In Busan"                   | Jung Kyung-ho                                        | When the Devil Calls Your Name OST                   |        |
| 2019 | "Where Is the Dream"                   | Jung Kyung-ho                                        | When the Devil Calls Your Name OST                   |        |
| 2019 | "Everyday"                             | Jung Kyung-ho                                        | Single sem álbum                                     | [ 84 ] |
| 2021 | "Reminiscence"                         | Jung Kyung-ho                                        | Hospital Playlist 2 OST                              |        |

## Prêmios e indicações
| Ano  | Premiação                      | Categoria                                                    | Trabalho nomeado               | Resultado | Ref.          |
| ---- | ------------------------------ | ------------------------------------------------------------ | ------------------------------ | --------- | ------------- |
| 2004 | KBS Drama Awards               | Novo Melhor Ator                                             | I'm Sorry, I Love You          | Indicado  |               |
| 2006 | 43° Grand Bell Awards          | Novo Melhor Ator                                             | All for Love                   | Indicado  | [ 85 ]        |
| 2007 | 15° Chunsa Film Art Awards     | Novo Melhor Ator                                             | Herb                           | Venceu    | [ 86 ]        |
| 2007 | 6° Korean Film Awards          | Novo Melhor Ator                                             | Herb                           | Indicado  | [ 85 ]        |
| 2008 | 4° Premiere Rising Star Awards | Novo Melhor Ator                                             | Sunny                          | Venceu    | [ 87 ]        |
| 2008 | 29° Blue Dragon Film Awards    | Melhor Ator Coadjuvante                                      | Sunny                          | Indicado  | [ 85 ]        |
| 2009 | 46° Grand Bell Awards          | Melhor Ator Coadjuvante                                      | Sunny                          | Indicado  | [ 85 ]        |
| 2009 | 4° Andre Kim Best Star Awards  | Prêmio Estrela Masculina                                     | —                              | Venceu    | [ 88 ] [ 89 ] |
| 2009 | SBS Drama Awards               | Prêmio de Excelência, Ator em Drama de Planejamento Especial | Smile, You                     | Indicado  |               |
| 2009 | SBS Drama Awards               | Prêmio do Produtor                                           | Smile, You, Ja Myung Go        | Venceu    | [ 90 ]        |
| 2013 | DramaFever Awards              | Melhor Bad Boy                                               | Heartless City                 | Venceu    | [ 91 ]        |
| 2014 | 34° Golden Cinema Festival     | Novo Melhor Ator                                             | Fasten Your Seatbelt           | Venceu    | [ 92 ]        |
| 2014 | SBS Drama Awards               | Prêmio de Excelência, Ator em Série de Drama                 | Endless Love                   | Indicado  |               |
| 2016 | MBC Drama Awards de 2016       | Prêmio Top Excelência, Ator em Minissérie                    | One More Happy Ending          | Indicado  |               |
| 2017 | MBC Drama Awards               | Prêmio de Melhor Personagem, Personagem de Quadrinhos        | Missing 9                      | Venceu    | [ 93 ]        |
| 2018 | 6° APAN Star Awards            | Prêmio Top Excelência, Ator em Minissérie                    | Life on Mars                   | Indicado  | [ 94 ]        |
| 2019 | 12° Korea Drama Awards         | Prêmio Top Excelência, Ator                                  | When the Devil Calls Your Name | Indicado  | [ 95 ]        |
| 2020 | 5° Asia Artist Awards 2020     | Prêmio de Popularidade (Ator)                                | —                              | Indicado  | [ 96 ]        |
| 2022 | 58° Baeksang Arts Awards       | Melhor Ator - Teatro                                         | Angels In America              | Indicado  | [ 97 ]        |
| 2023 | 59° Baeksang Arts Awards       | Melhor Ator - Televisão                                      | Crash Course in Romance        | Indicado  | [ 98 ]        |
| 2023 | Brand Customer Loyalty Awards  | Melhor Ator – Drama                                          | Crash Course in Romance        | Venceu    | [ 99 ]        |